# Pseudotricholoma
Pseudotricholoma — рід грибів родини Tricholomataceae. Назва вперше опублікована 2014 року. Рід містить два види, відомі з Канади, США та Європи. Pseudotricholoma разом з Pseudotricholoma umbrosum як видом були описані мікологами Марісол Санчес-Гарсія та П. Брендоном Матені у 2014 році.

## Класифікація
Згідно з базою MycoBank до роду Pseudotricholoma відносять 2 офіційно визнані види:
- Pseudotricholoma metapodium
- Pseudotricholoma umbrosum

## Етимологія
Pseudotricholoma означає «фальшива Трихолома».